# Achille Tarducci

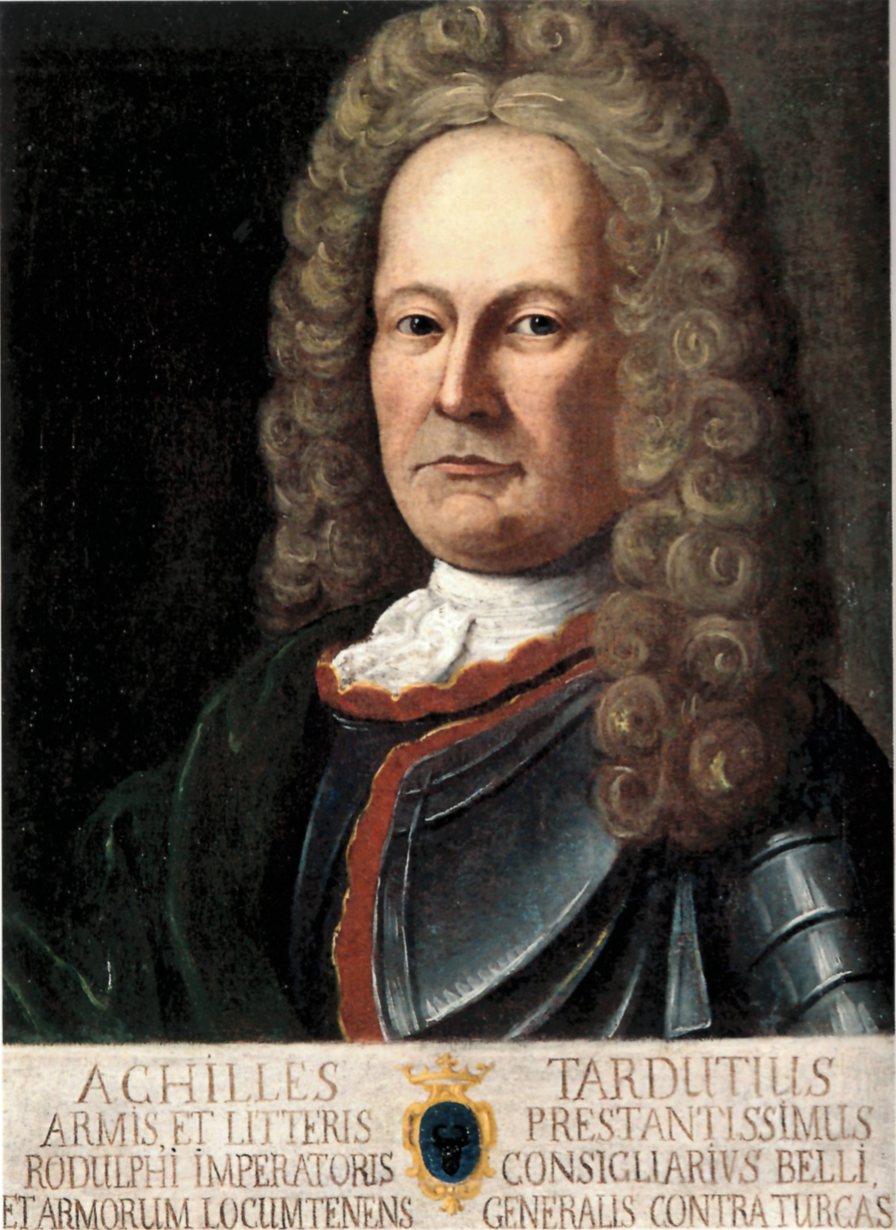
Ritratto di Achille Tarducci presente nella quadreria comunale di Corinaldo

Achille Tarducci (Corinaldo, XVI secolo – Fortezza di Luano, XVII secolo) è stato un militare, storiografo e ingegnere italiano.

## Origini e famiglia
Nacque a Corinaldo, all'epoca facente parte della Marca anconitana, oggi in provincia di Ancona nelle Marche, nella metà del XVI secolo. La famiglia Tarducci da Corinaldo fu interamente composta da soldati portatisi ai servigi di Casa d'Austria: in essa si fece notare in modo particolare Achille. Il nonno di Achille aveva combattuto per Carlo V nelle guerre d'Italia. Il padre, di nome Pier Antonio, condusse per Cosimo I duecento fanti contro i Sanesi; fu compagno d'armi del principe d'Urbino Francesco Maria II della Rovere alla battaglia di Lepanto nel 1571, e siccome quest'ultimo combatteva sulle navi del duca di Savoia, sembra che in quella occasione, Pier Antonio si fece conoscere dall'ammiraglio Andrea Provana di Leinì, in questo modo pare abbia aperto la via a parecchi terazzani suoi di entrare ai servigi di Emanuele Filiberto I di Savoia. Servì successivamente, sotto le insegne di Ferdinando I, molti anni a Giavarino, poi contro Ottone Waldburg che da arcivescovo cattolico diventò protestante e ribelle all'impero: infine fu capitano di cento cavalli in Croazia, essendo luogotenente per la casa degli Eggenberg, dove morì.
Il fratello di Achille, guerreggiando per l'imperatore in Fiandra, li lasciò la vita. Singolare vita ebbe anche la sorella di Achille, Pantasilea Tarducci: sposatasi nel 1589 con un barone tedesco, successe che il marito si convertì alla religione protestante, lei fuggì dal marito e si nascose in una fortezza presso Vienna, da dove, con l'aiuto di soldati italiani, si difese dal marito, il quale giunto in ritirata sino a Zagabria li perì.

## Biografia e carriera militare

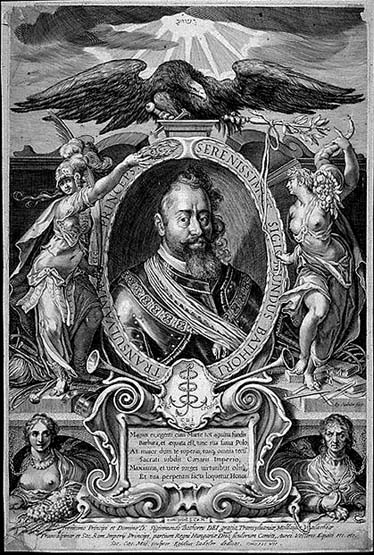
Sigismondo Báthory in una stampa del 1597

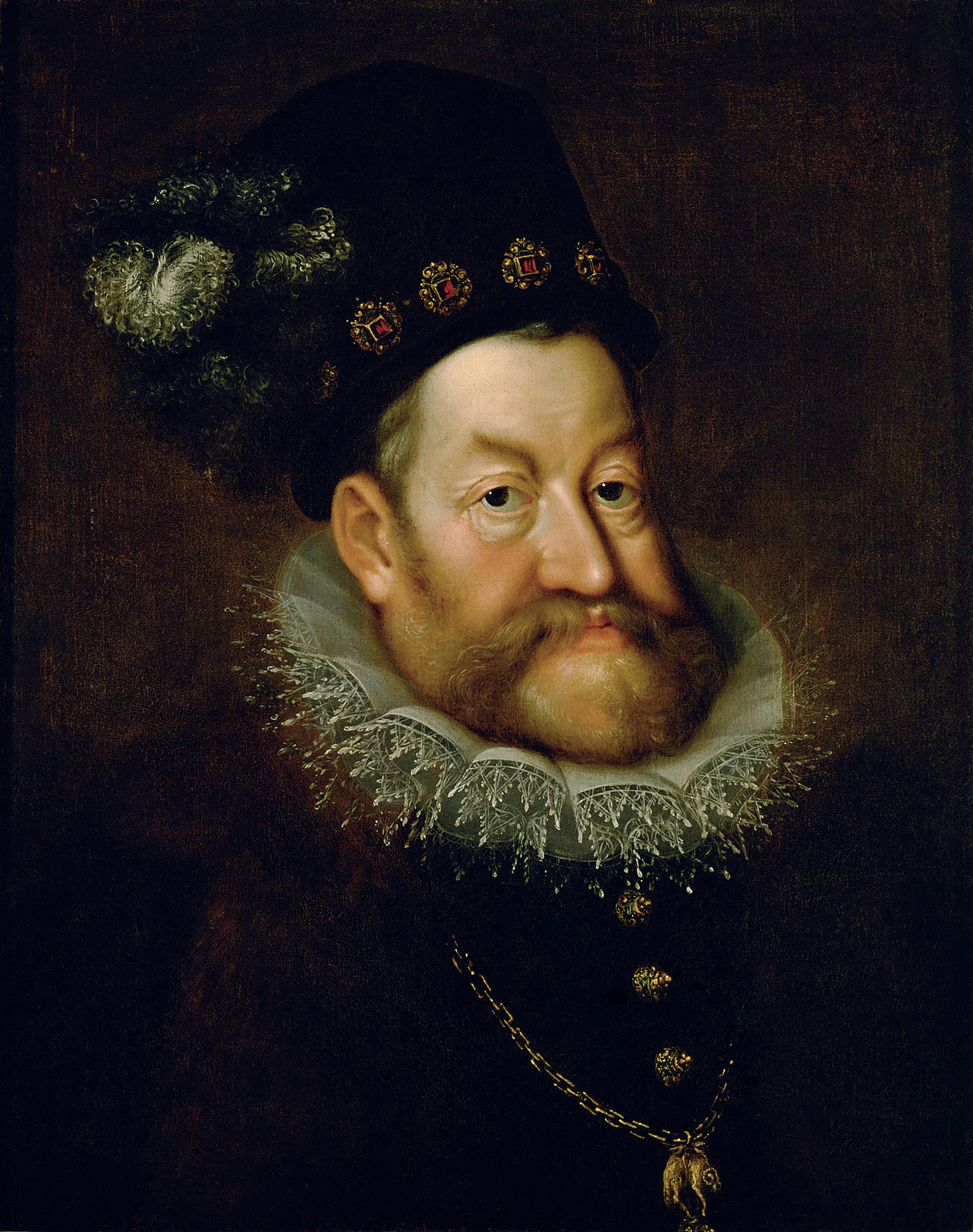
Rodolfo II Imperatore del Sacro Romano Impero ritratto da Hans von Aachen.

Achille, il più giovane tra i fratelli, studiò fin da giovane la filosofia e la matematica. Nel 1595 si portò sotto i servizi di Zsigmond Báthory, principe di Transilvania, il quale innalzò Achille Tarducci a tenente generale delle artiglierie transilvane, grado che all'epoca ricopriva anche il compito di capo degli ingegneri militari. Dimorando ad Oradea diresse la costruzione della sua fortezza, dove venne sorpreso da una colica rimanendo contratto delle mani, il che gli impedì di poter manovrare la spada in campo di battaglia. Anche se malato, intervenne con l'esercito di italiani mandati da Clemente VIII e capitanati dal nipote del papa, Gian Francesco Aldobrandini, alla battaglia di Vaccia nel 1597 contro i turchi dell'impero ottomano. Nel libro che Achille Tarducci indirizza a Massimiliano III d'Austria spiega che, dopo due anni dalla fine della battaglia di Vaccia, si trasferisce da Oradea a Vienna, stando due anni in quella città e adopera il tempo libero per scrivere le pagine dei suoi libri. Trovandosi nell'anno 1601 a Praga, ormai sicuro che, per via dei problemi di salute, non potrà più combattere con la spada, fa una raccolta di libri militari e storici greci, latini ed italiani, attendendo, come lui stesso dice, "a combattere col Turco in carte e libri". Secondo quanto riporta lo storico Vincenzo Maria Cimarelli, nel suo libro "Istorie dello Stato di Urbino" pubblicato nel 1642, Achille Tarducci morì nella fortezza di Luano (?) mentre disegnava i posti per collocarvi le artiglierie contro un attacco. Stando sempre agli scritti del Cimarelli, Achille Tarducci sarebbe stato fatto consigliere di guerra, tenente generale delle artiglierie, ed ingegnere supremo, da Rodolfo II d'Asburgo. L'imperatore Rodolfo II morì il 20 gennaio 1612, e se tale nomina ebbe luogo fu sicuramente in un momento successivo alla stampa dei libri di Achille, poiché in essi non ne parla, a meno che non sia scritto nel terzo libro del Tarducci, "L'Ingegnero", ma questo libro è andato perduto. Ad oggi si ignora il giorno e l'anno esatto della sua morte come si ignorano il giorno e l'anno della sua nascita. Certo rimane che la sua perdita risultò grave alle truppe cristiane, ma soprattutto agli ungheresi che lo avevano visto combattere in Transilvania, e scrivere libri a Vienna e Praga per la salvezza della loro nazione.

## Opere
Nelle sue opere Achille Tarducci si dimostra uno scrittore disinvolto e sufficientemente versato negli autori antichi e moderni. Ammira il talento, la bravura e le seguaci intuizioni di Giorgio Basta, proponendolo come modello, beffeggiando Giulio Cesare Brancaccio che con le sue parole pretendeva influenzare le guerre. Avendo notato l'ignoranza dei capitani dell'epoca e le cattive abitudini dei soldati, giunse a dire "che i nostri fatti d'arme si perdono sempre con ragione, e si vincono a caso". Come gli intellettuali dell'epoca, Achille Tarducci ammirava gli ordini militari degli antichi romani.

### Il Turco vincibile in Ungaria, con mediocri aiuti di Germania
Venne pubblicato nel 1600 a Ferrara dall'editore Vittorio Baldini. Nel libro precede una divisione e numerazione dell'opera nelle sue parti principali; successivamente si trova la dedica dell'autore a Massimiliano III d'Austria, una lettera a Gian Francesco Aldobrandino, e un'altra lettera a Filippo Paleologo Emanuele, che era un suo amico che abitava a Venezia. Dopo una introduzione storica dei turchi in Ungheria, parla dei loro mezzi di vittoria e della loro politica. Successivamente descrive i mezzi di vittoria e la politica degli ungheresi, insistendo sulla necessità di effettuare una guerra offensiva, proseguendola nonostante l'inverno e le fortezze. Nella terza parte del libro si descrive la strategia da seguire per affrontare i turchi.

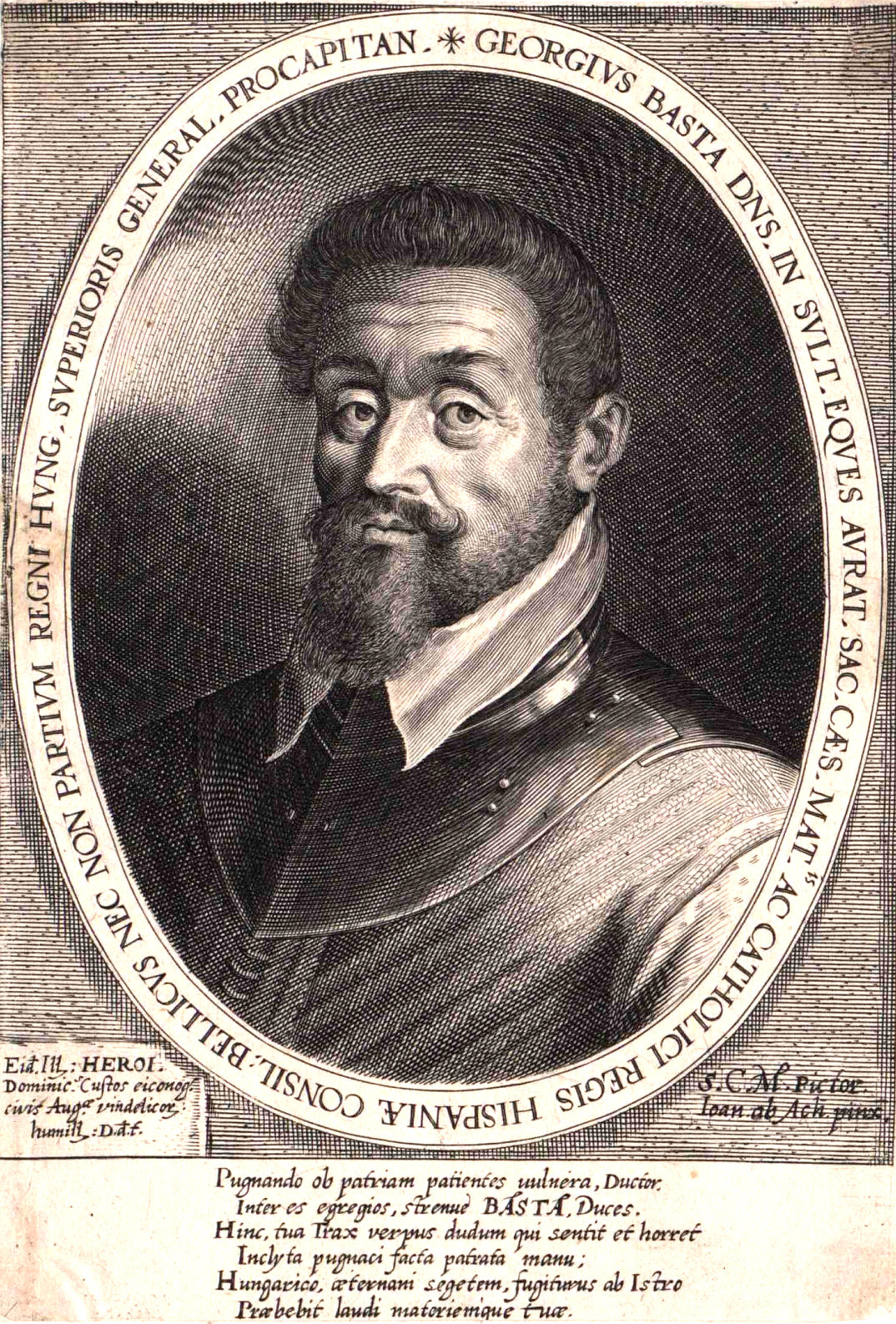
Ritratto di Giorgio Basta, disegnato da Johann Von Achen, inciso da Lucas Kilian e stampato da Dominicus Custos, presente nel libro "Il turco vincibile in Ungaria, con mediocri aiuti di Germania" di Achille Tarducci

### Delle Macchine, Ordinanze et Quartieri antichi et moderni
Venne pubblicato a Venezia nel 1601 dall'editore Giovanni Battista Ciotti Sanese. Il libro inizia con una dedica a Carlo barone di Liechtenstein. Si studiano le armature, le macchine, i modi di esercitarsi, di marciare, alloggiare e combattere degli antichi e quelli dei contemporanei suoi. Grande ammiratore dei romani, li antepone sempre ed in tutto ai moderni. È presente un prezioso resoconto delle due campagne di Giorgio Basta e dell'utilizzo della sua nuova tattica, soprattutto per quanto riguarda l'utilizzo dei cavalli. È anche presente una effigie originale del signor Basta.

### L'Ingegnero
Questo trattato, che avrebbe fatto conoscere meglio gli studi di Achille Tarducci sulle fortificazioni, e nel quale sarebbe stato possibile incontrare ulteriori informazioni dell'autore, è stato smarrito, e nessun cenno ne è rimasto tra gli scrittori militari dell'epoca o tra i suoi compaesani. L'autore menziona varie volte questo libro nel testo, pagina 29 del testo Delle Macchine, Ordinanze et Quartieri antichi et moderni, e scrive: "investigarne la struttura con le ragioni meccaniche sarà soggetto dell'Ingegnero; libro che se mai potrà pulirsi tanto, ch'ardischi mostrarsi in pubblico, è per apportare in piccolo volume la sostanza d'una mezza libraria a grand'utilità dei curiosi e studiosi di sì nobil arte, che immeritamente tiene più finti e palliati amatori, che veraci". Con queste affermazioni sta facendo riferimento a Giulio Cesare Brancaccio, e contro tutti quei pittori, principalmente giunti dalla Toscana, i quali nella loro inesperienza di milizia e di guerra, facevano gli ingegneri nella corte di Vienna.

## Pubblicazioni

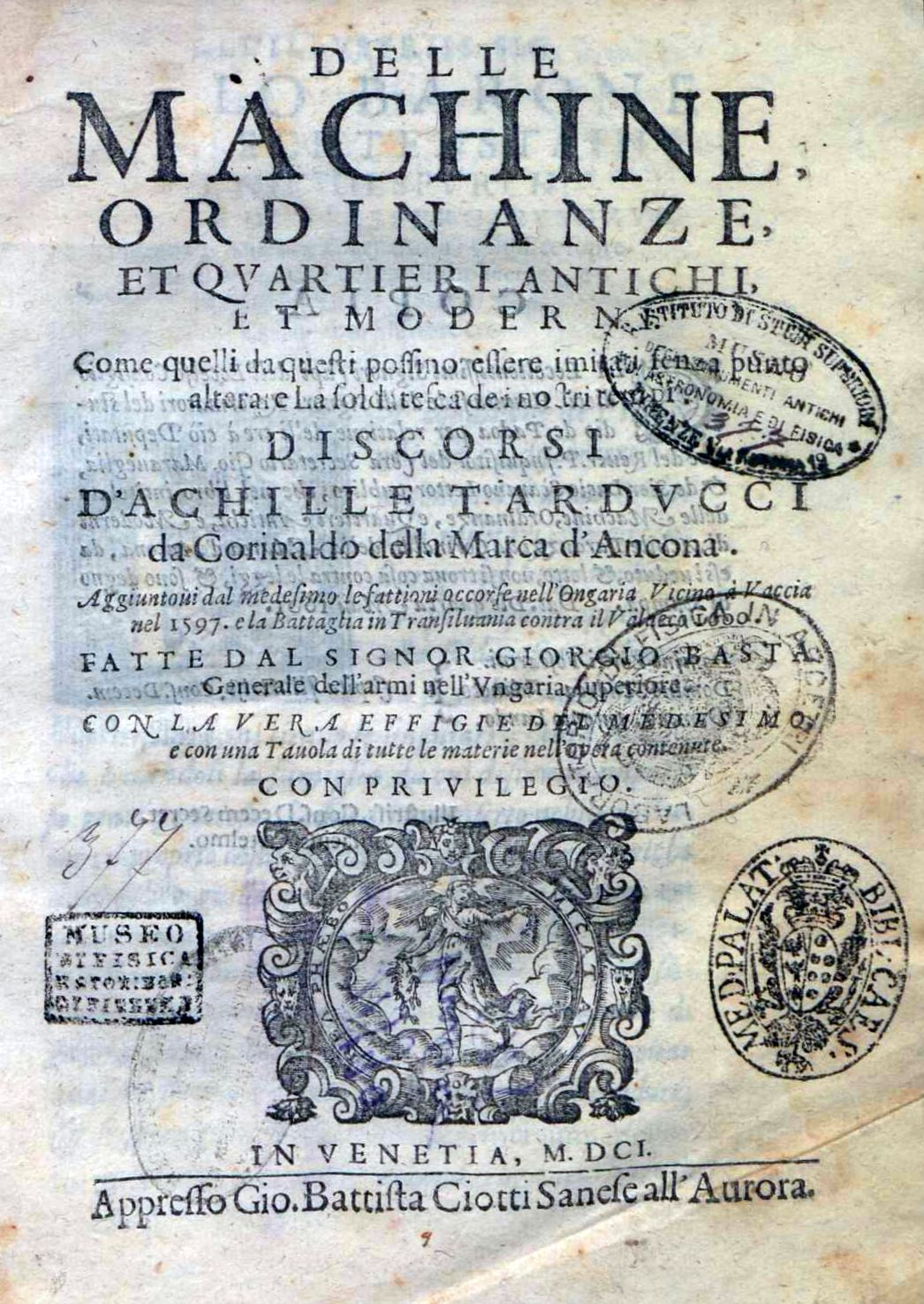
Delle machine, ordinanze et quartieri antichi et moderni, 1601

- Il Turco vincibile in Ungaria, con mediocri aiuti di Germania, Ferrara, 1600
- Delle machine, ordinanze et quartieri antichi et moderni, Venezia, Giovanni Battista Ciotti, 1601.

## Curiosità
Lo scrittore Carlo Promis, rinvenne nella biblioteca dell'Università di Torino, un compendio scritto a penna dal colonnello Pompeo Floriani, amico, compagno d'armi in Ungheria e conterraneo del Tarducci. Achille T. chiese a Pompeo Floriani di volere, partendo da un suo schizzo, disegnare in bella copia i disegni rispondenti ai vari capi del trattato "L'Ingegnero". Ciò, seguendo l'interpretazione di Promis, dimostra che A. Tarducci, si ritrova nell'impossibilità di poter disegnare, per via della paralisi che gli aveva contratto le mani. Floriani trascrisse ed illustrò l'opera aiutando l'amico malato. Nel saggio che Floriani scrive per conto del Tarducci, si denota la perspicacia ingegneristica di Achille T. e, sempre secondo Promis, è un "trattato più giudizioso che non molti fra quelli che nella stessa età andarono alle stampe, od ebbero la sorte di conservarsi in non pochi esemplari a penna".
Achille Tarducci voleva scrivere anche la storia di casa Bathory, per amicizia, riconoscenza e per la fama che quei principi Transilvani stavano ottenendo. Di questa sua intenzione Tarducci ne fa menzione (nel libro Il turco vincibile, p. 30) ma non esistono prove che possano dimostrare che Achille Tarducci abbia veramente narrato le gesta di Bathory.

## Altre informazioni
Lo scrittore Carlo Promis lo definisce: «Scrittor breve, ma efficace e procedente spedito al suo scopo, anche in ciò allontanasi il Tarducci dai contemporanei, nemico qual è delle digressioni delle lungherie, delle trivialità, fra le quali troppi di essi amano ravvolgersi con fastidio de' lettori e nessun utile scienza.»